# CADLUS
CADLUS（キャドラス）は、株式会社ニソールが開発、販売する基板設計用CADとそれらに関連する製品シリーズの総称。

## 概要
プリント基板設計に特化したCADであり、回路図エディタ等で出力したネットリストを入力し基板を設計することができるソフトである。
最新バージョンのCADLUS Oneをはじめ無料版のCADLUS Xなど、様々なバージョンが存在し、バージョンによって設計できる層数やデータ出力などに違いがある。

## 歴史
元はCADジャパンが開発・販売を行っていたが、のちに株式会社ニソールに販売権が移行された。
1982年1月、プリント基板CAD「CADLUS」開発
1983年6月、JPCAショーにて「CADLUS model 10」発表
1984年6月、JPCAショーにて「CADLUS model 20」発表
1984年6月、 JPCAショーにて「CADLUS model 20」発表
1985年6月、 JPCAショーにて「CADLUS model 30」、「Super CADLUS」発表
1986年1月、 ｲﾝﾀｰﾈﾌﾟｺﾝｼｮｰにて「CADLUS model 40」発表
1986年6月、 JPCAショーにて「CADLUS model 50」発表
1987年6月、 JPCAショーにて「CADLUS model 50 SPIRITS」発表
1988年6月、 JPCAショーにて「CADLUS FRONTIER」発表
1989年6月、 JPCAショーにて「CADLUS SPIRITS」32ﾋﾞｯﾄ版発表
1990年6月、JPCAショーにて「CADLUS FRONTIER mark1」、「ルータ・エンジン」、「CADLUS SPIRITSα」発表
1991年1月、 ｲﾝﾀｰﾈﾌﾟｺﾝｼｮｰにて「CADLUS FRONTIER mark3」発表
1991年6月、JPCAショーにて「CADLUS FRONTIER mark2L」発表
1992年2月、 「CADLUS FRONTIER SUNﾊﾞｰｼﾞｮﾝ」発表
1992年3月、「CADLUS SPIRITSαⅡ」発表
1992年6月、JPCAショーにて「CADLUS FRONTIER DECﾊﾞｰｼﾞｮﾝ」発表
1993年6月、 JPCAショーにて「CADLUS FRONTIER Light」、「CAM-LINKS」発表
1996年6月、 JPCAショーにて「CADLUS-PC」発表
1998年12月、パラレル同時並行設計CAD開発
2000年6月、JPCAショーにて同時並行設計CAD「E-PAL2000」発表
2002年4月、 「CADLUS One」「CADLUS VIEWER」開発
2002年6月、 JPCAショーにて同時並行設計CAD「CADLUS One」発表
2002年9月、 用途別機能限定 低価格機種「CADLUS AW,L2,L4」発表。高機能機種「CADLUSﾗｲﾄ,ｽﾀﾝﾀﾞｰﾄﾞ,ｴｷｽﾊﾟｰﾄ」発表(日刊工業新聞)
2003年6月、 JPCAショーにて「CADLUS One」シリーズ機能別８機種発表
2003年10月、 「CADLUS One ST」レンタル開始
2004年2月、 「CADLUS SCHOOL」学校へ提供開始
2004年6月、 JPCAショーにて「CADLUS X」発表
2005年6月、 JPCAショーにて「ガーバービューア」発表
2006年6月、 JPCAショーにて新同時並行設計「CADLUS PAL」発表
2007年6 JPCAショーにて伝送線路解析シミュレーション３ＧＨｚ「CADLUS Sim」発表
2008年1月、 インターネプコン・ジャパン２００８（東京ビッグサイト）出展
2008年6月、 JPCAショーにてCADLUS 簡単ビューアシリーズ８機種発表
2008年10月、 シーテックジャパン２００８（幕張メッセ）出展
2009年1月、 インターネプコン・ジャパン２００９（東京ビッグサイト）出展
2009年6月、 JPCAショー（東京ビッグサイト）にてＮｅｗ「CADLUS Sim」発表
2009年10月、 シーテックジャパン２００９（幕張メッセ）出展
2010年1月、 インターネプコン・ジャパン２０１０（東京ビッグサイト）出展
2010年6月、 JPCAショー（東京ビッグサイト）にてCADLUS One Pro,Lite,4L,2Lの４機種を機能アップして新価格で発表

## 製品
- CADLUS One（プリント基板設計）
  - 2L（2層まで）
  - 6L（6層まで）
  - Lite(12層まで）
  - Std（20層まで）
  - Pro（64層まで）

- CADLUS Schematic（回路図エディタ）
- PCBデザインチェック（基板データチェック用ソフト）
- CADLUS X（無償版）

ピーバンドットコムと共同提供。
- CADLUSビュｰア（無償のデータチェックソフト）